# Ghiacciaio Northcliffe
Il ghiacciaio Northcliffe è un ghiacciaio largo circa 10 km e lungo 25, situato nella Terra della Regina Maria, in Antartide. Il ghiacciaio fluisce verso nord-nordest lungo il versante orientale della penisola Davis per poi terminare nella lingua di ghiaccio Denman.

## Storia
Il ghiacciaio Northcliffe fu scoperto nel corso della Spedizione Aurora, svoltasi dal 1911 al 1914 e comandata da Douglas Mawson, il quale lo battezzò con il suo attuale nome in onore di Alfred Harmsworth, in seguito divenuto Lord Northcliffe, uno dei finanziatori della spedizione. In seguito il ghiacciaio è stato mappato più dettagliatamente sulla base di fotografie aeree effettuate durante l'operazione Highjump, svoltasi nel 1946-47.